# Trefusia nidrosiensis
Trefusia nidrosiensis is een rondwormensoort uit de familie van de Trefusiidae.